# صبح آزادی
صبح آزادی هفته‌نامه‌ای بود که از شهریور ۱۳۸۹ منتشر شد.

## خط مشیصبح آزادی
در این هفته‌نامه یادداشت‌ها، نقدها، گفتگوها و گزارش‌های متعددی در زمینه سیاست، اقتصاد، جامعه و فرهنگ منتشر می‌شد و خط مشی این مجله در مقالاتش «نقد قدرت و دفاع از آزادی»، تلاش برای «دموکراسی»، دفاع از «حقوق بشر» و بازشناسی «لیبرالیسم» بود و تا واپسین شماره نیز به آن وفادار ماند.

## تحریریهصبح آزادی
اگرچه نام سردبیر این هفته‌نامه به دلیل نامعلوم در شناسنامه آن مجله تا شماره ۱۱ ذکر نمی‌شد اما رضا طالشیان جلودارزاده، رییس شورای سیاستگذاری و سردبیر این هفته‌نامه بود. دبیران صبح آزادی نیز «سروش فرهادیان، مهرداد بزرگ، سمیرا مرادی، پوریا سوری، اصغر زارع و رضا رییسی» بوده‌اند.

## فعالیتها
صبح آزادی که نزدیک به جنبش سبز می‌نمود، تیترها و جلدی جنجالی داشت. تیتر نخستین شماره این مجله، «سالگرد یک کودتا» بود که به بهانه بازخوانی پرونده کودتای ۲۸ مرداد انتخاب شده بود. شماره هشتم این مجله نیز با تیتر «دیکتاتورها باید بروند» به استقبال بهار عربی رفت که جلدی جنجال آفرین بود.

## توقیفصبح آزادی
معاونت مطبوعاتی صبح آزادی را در ۲۷ مهرماه ۱۳۹۰ در آستانه برگزاری نمایشگاه مطبوعات و انتشار شماره ۱۵، به دلیل آنچه «تخلف از حدود مطبوعات و اصرار بر آن» عنوان شد، این هفته‌نامه پرمخاطب را توقیف کرد.

## ییوند به بیرون
- غروب صبح آزادی[پیوند مرده]
- صبح آزادی را شبانه توقیف کردند!/یادداشت دکتر خزعلی
- وبلاگ صبح آزادی

الگو:سعید مرتضوی